# Richard Schlesinger (rokometaš)
Richard Bradley Schlesinger mlajši, ameriški rokometaš, * 2. september 1946, Chicago.
Leta 1972 je na poletnih olimpijskih igrah v Münchnu v sestavi ameriške rokometne reprezentance osvojil 14. mesto.